# Westerwalsede
Westerwalsede is een gemeente in de Duitse deelstaat Nedersaksen. De gemeente maakt deel uit van de Samtgemeinde Bothel in het Landkreis Rotenburg (Wümme).
Westerwalsede telt 735 inwoners.
Tot de gemeente behoort het gelijknamige dorpje, alsmede de drie gehuchten Westerwalsede (Bahnhof) (rondom het station, dat overigens niet meer voor regulier treinverkeer in gebruik is), Süderwalsede en Rahnhorst.
Westerwalsede werd in 1230 voor het eerst in een document vermeld. Het is door de eeuwen heen een betrekkelijk onbelangrijk boerendorp gebleven, dat zich sedert de Tweede Wereldoorlog en vooral sedert 1970 heeft ontwikkeld tot een plaatsje met woonwijken voor elders werkzame mensen (woonforensen).
Ten noordoosten van Westerwalsede ligt het hoogveenreservaat Großes und Weißes Moor. Zie ook onder Samtgemeinde Bothel.
Ahausen · 
Alfstedt · 
Anderlingen · 
Basdahl · 
Bötersen · 
Bothel · 
Breddorf · 
Bremervörde · 
Brockel · 
Bülstedt · 
Deinstedt · 
Ebersdorf · 
Elsdorf · 
Farven · 
Fintel · 
Gnarrenburg · 
Groß Meckelsen · 
Gyhum · 
Hamersen · 
Hassendorf · 
Heeslingen · 
Hellwege · 
Helvesiek · 
Hemsbünde · 
Hemslingen · 
Hepstedt · 
Hipstedt · 
Horstedt · 
Kalbe · 
Kirchtimke · 
Kirchwalsede · 
Klein Meckelsen · 
Lauenbrück · 
Lengenbostel · 
Oerel · 
Ostereistedt · 
Reeßum · 
Rhade · 
Rotenburg · 
Sandbostel · 
Scheeßel · 
Seedorf · 
Selsingen · 
Sittensen · 
Sottrum · 
Stemmen · 
Tarmstedt · 
Tiste · 
Vahlde · 
Vierden · 
Visselhövede · 
Vorwerk · 
Westertimke · 
Westerwalsede · 
Wilstedt · 
Wohnste · 
Zeven